# Fundovaná relace
Fundovaná relace je matematický pojem z oboru teorie množin, který popisuje druh relace podobný dobrému uspořádání.

## Definice
Relace R je fundovaná na třídě A, jestliže každá její neprázdná podmnožina {\displaystyle \emptyset \neq B\subseteq A\,\!} má R-minimální prvek označovaný symbolem {\displaystyle min_{R}(B)\,\!} .

Prvek {\displaystyle x=min_{R}(B)\,\!} označíme za R-minimální prvek množiny B, pokud platí

{\displaystyle x\in B\land (\forall y\in B)\neg ([y,x]\in R)\,\!}

## Vysvětlení a vlastnosti pojmu
R-minimální prvek je takový prvek nějaké podmnožiny B, pro který neexistuje žádný menší (ve smyslu relace R) v této podmnožině. Důvod, proč nemluvíme rovnou o minimálním prvku je ten, že nikde není řečeno, že fundovaná relace R je uspořádání – což ostatně opravdu nemusí být pravda.
Fundovaná relace totiž opravdu nemusí být uspořádání, i když na první pohled trochu připomíná ostré uspořádání. Problém je v tom, že fundovaná relace nemusí být (na rozdíl od uspořádání) tranzitivní.
Příklad: Na tříprvkové množině {\displaystyle \{1,2,3\}\,\!} definujme relaci {\displaystyle R=\{[1,2],[2,3]\}\,\!}. Snadno se dá ověřit, že taková relace je fundovaná, ale není tranzitivní – to by totiž musela obsahovat i uspořádanou dvojici {\displaystyle [1,3]\,\!}.
Fundovaná relace nesmí obsahovat žádný konečný cyklus (v tom se podobá ostrému uspořádání).

Kdybychom v předchozím příkladě přidali dvojici {\displaystyle [3,1]\,\!}, vznikla by relace {\displaystyle R=\{[1,2],[2,3],[3,1]\}\,\!}, která již není fundovaná – množina {\displaystyle \{1,2,3\}\,\!} nemá v tomto případě žádný R-minimální prvek.
Fundovaná relace nesmí obsahovat žádnou nekonečnou klesající posloupnost (v tom se podobá dobrému uspořádání). 

Pokud najdu posloupnost prvků {\displaystyle a_{0},a_{1},a_{2},\ldots \,\!} takových že pro každé i je {\displaystyle [a_{i+1},a_{i}]\in R\,\!}, pak množina {\displaystyle \{a_{0},a_{1},a_{2},\ldots \}\,\!} nemá žádný R-minimální prvek.
Konečný cyklus je zvláštní případ, vedoucí na nekonečnou klesající posloupnost - pokud se vrátím k předchozímu příkladu s relací {\displaystyle R=\{[1,2],[2,3],[3,1]\}}, můžu sestrojit nekonečnou klesající posloupnost {\displaystyle \{3,2,1,3,2,1,3,2,1,3,\ldots \}}.
Z axiomu výběru se dá ukázat, že relace R je fundovaná tehdy a jen tehdy, když neobsahuje nekonečnou klesající posloupnost.

## Význam pojmu

### Axiom fundovanosti
Motivace k zavedení pojmu a jeho význam vyplývá z axiomu fundovanosti.
Tento axiom lze v ekvivalentní podobě zapsat jako {\displaystyle \mathbb {WF} =\mathbb {V} \,\!}, kde {\displaystyle \mathbb {WF} \,\!} je fundované jádro a {\displaystyle \mathbb {V} \,\!} univerzální třída, tj. třída všech množin.
Podstatou důkazu výše uvedené ekvivalence, je věta, podle které je {\displaystyle \mathbb {WF} \,\!} největší tranzitivní třída, na které je relace {\displaystyle \in \,\!} fundovaná.

### Transfinitní indukce a rekurze
Na každé třídě s fundovanou relací takovou, že levým obrazem každého prvku je množina (a ne vlastní třída), se dá provádět fundovaná indukce a fundovaná rekurze, jejichž speciálním případem je transfinitní indukce a transfinitní rekurze přes fundovanou operaci náležení na ordinálních číslech; ještě speciálnějšími případy jsou matematická indukce a rekurze přes přirozená čísla.